# Shadwen
Shadwen est un jeu vidéo d'infiltration développé et publié par Frozenbyte. Annoncé en décembre 2015, il sort sur Windows, Linux, macOS et PlayStation 4 le 17 mai 2016,.